# The Mammoth Site
The Mammoth Site is een Amerikaanse paleontologische site en een museum, gelegen aan de voet van de Black Hills bij het stadje Hot Springs in South Dakota. Tussen 1974 en 2024 werden er in een zinkgat de beenderen van 61 mammoeten en minstens 87 andere dieren uit de late ijstijd gevonden.

## Site
In juni 1974 werden de eerste beenderen gevonden tijdens grondwerken uitgevoerd door George Hanson. Het was zijn zoon Dan die kort na de vondst een mammoettand herkende.
Sedert kort nadien wordt een oud zinkgat laag per laag uitgegraven en onderzocht. In de afzettingslagen van 100.000 tot 200.000 jaar oud, werden al 3 wolharige mammoeten en 58 Amerikaanse mammoeten gevonden. Daarnaast vond men ook beenderen van bijna 90 andere dieren, waaronder die van uitgestorven kortsnuitberen, struik-ossen (Euceratherium collinum), Amerikaanse kamelen en lama's maar ook die van coyotes, nertsen, prairiehonden en wolven. 
Om de kwetsbare vondsten te beschermen werd een gebouw over de site opgetrokken.

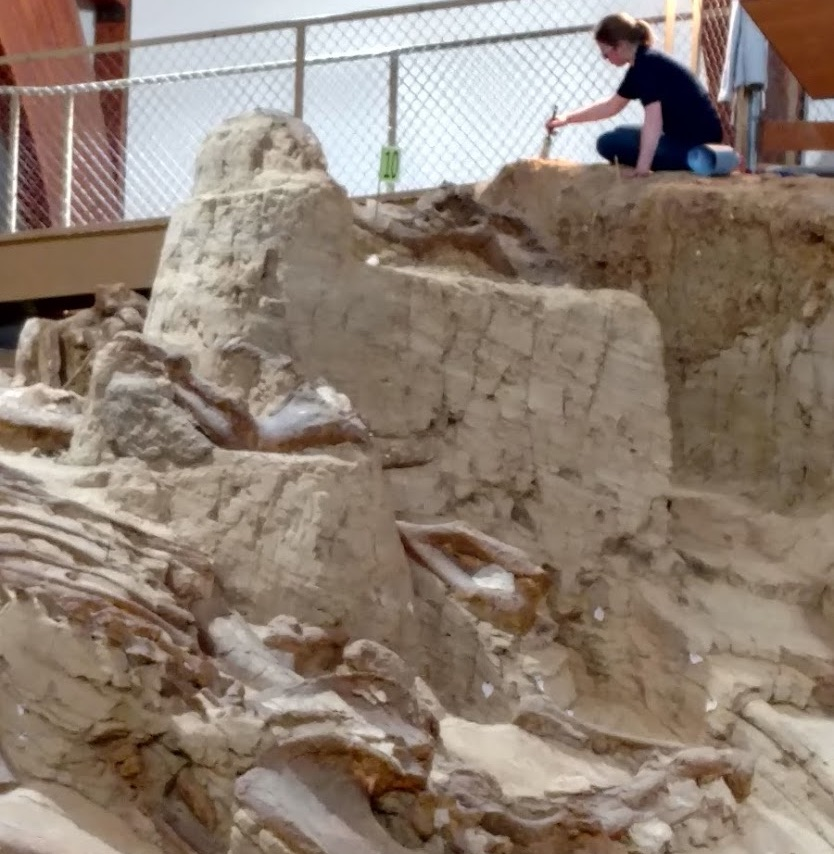
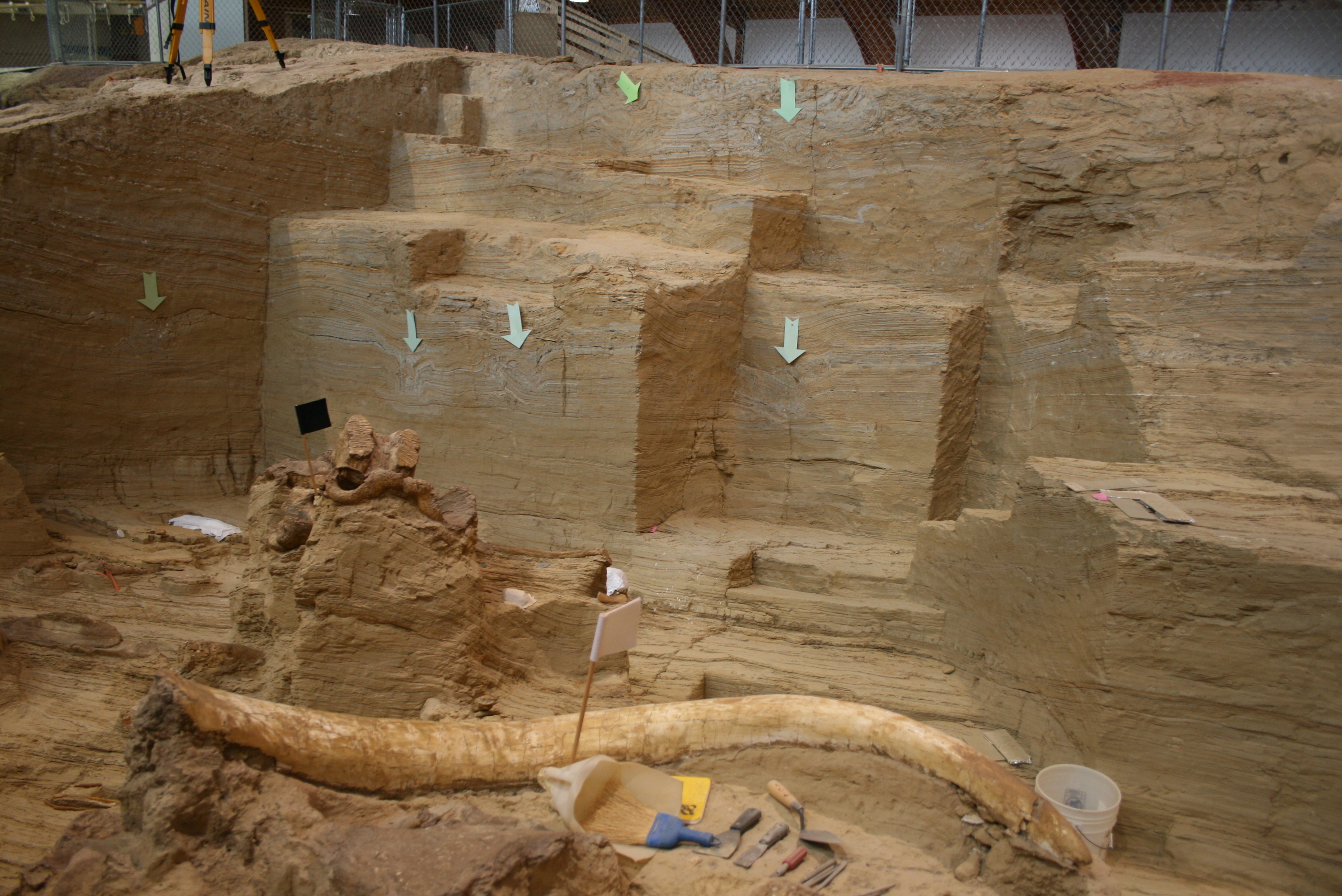
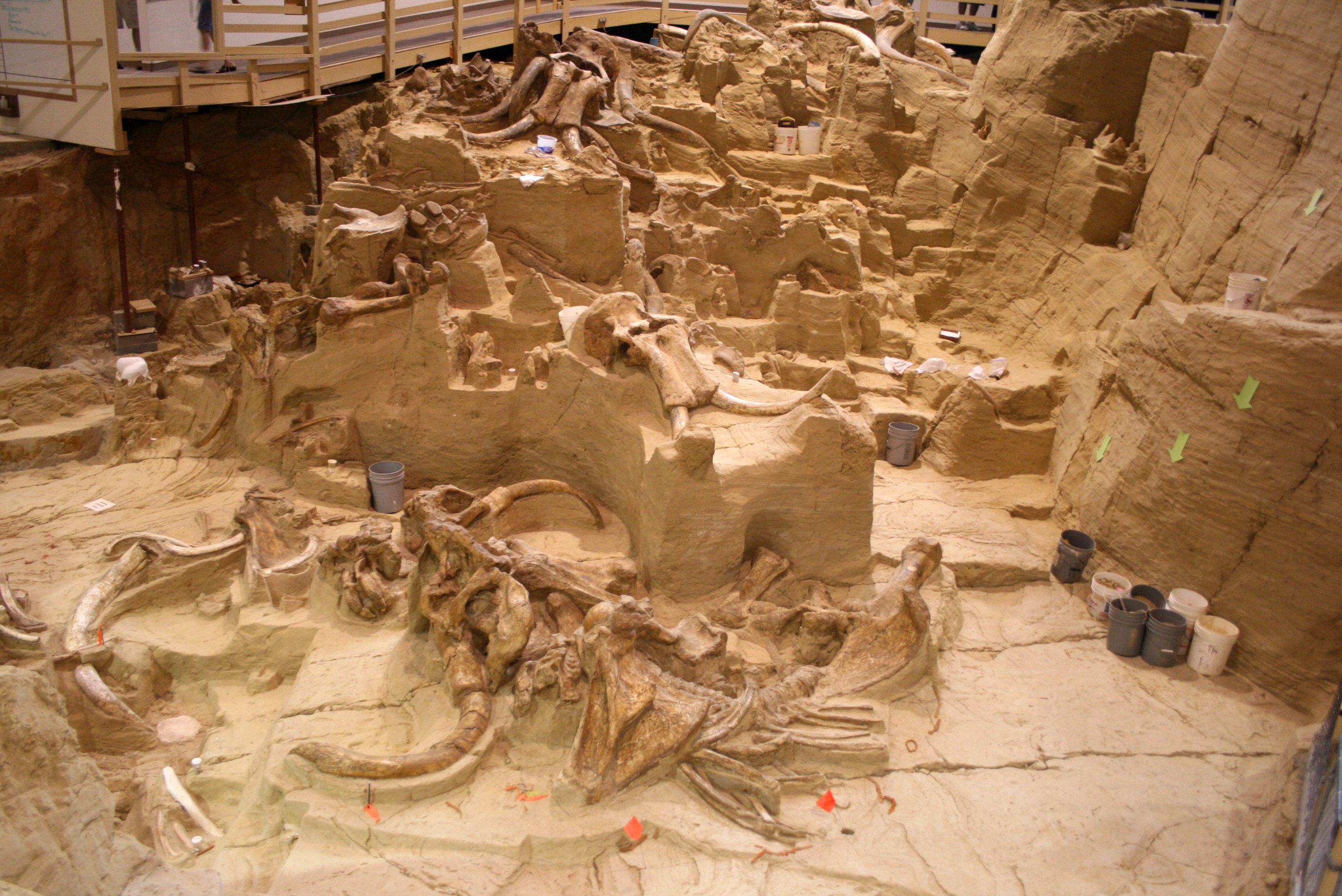

## Museum

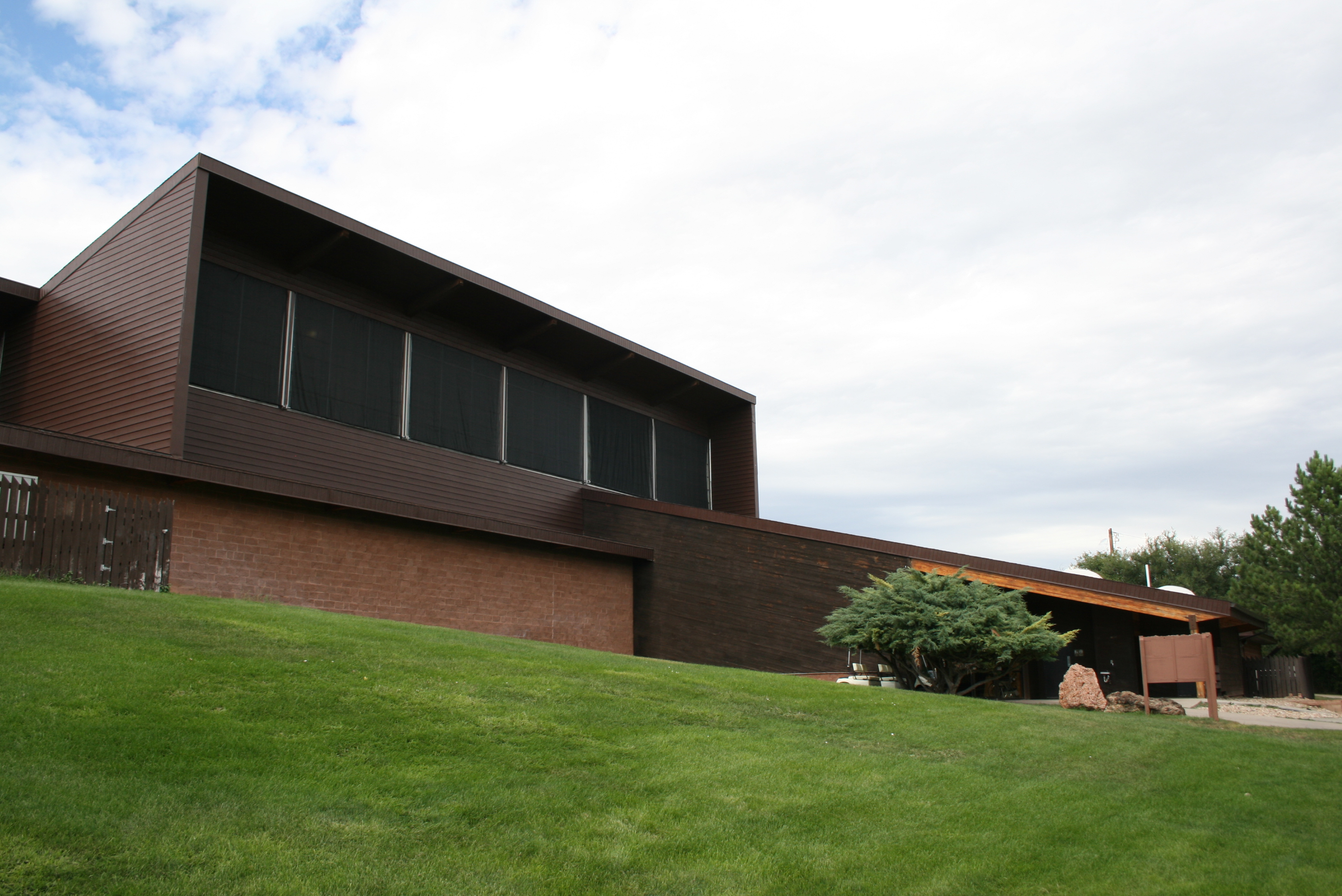
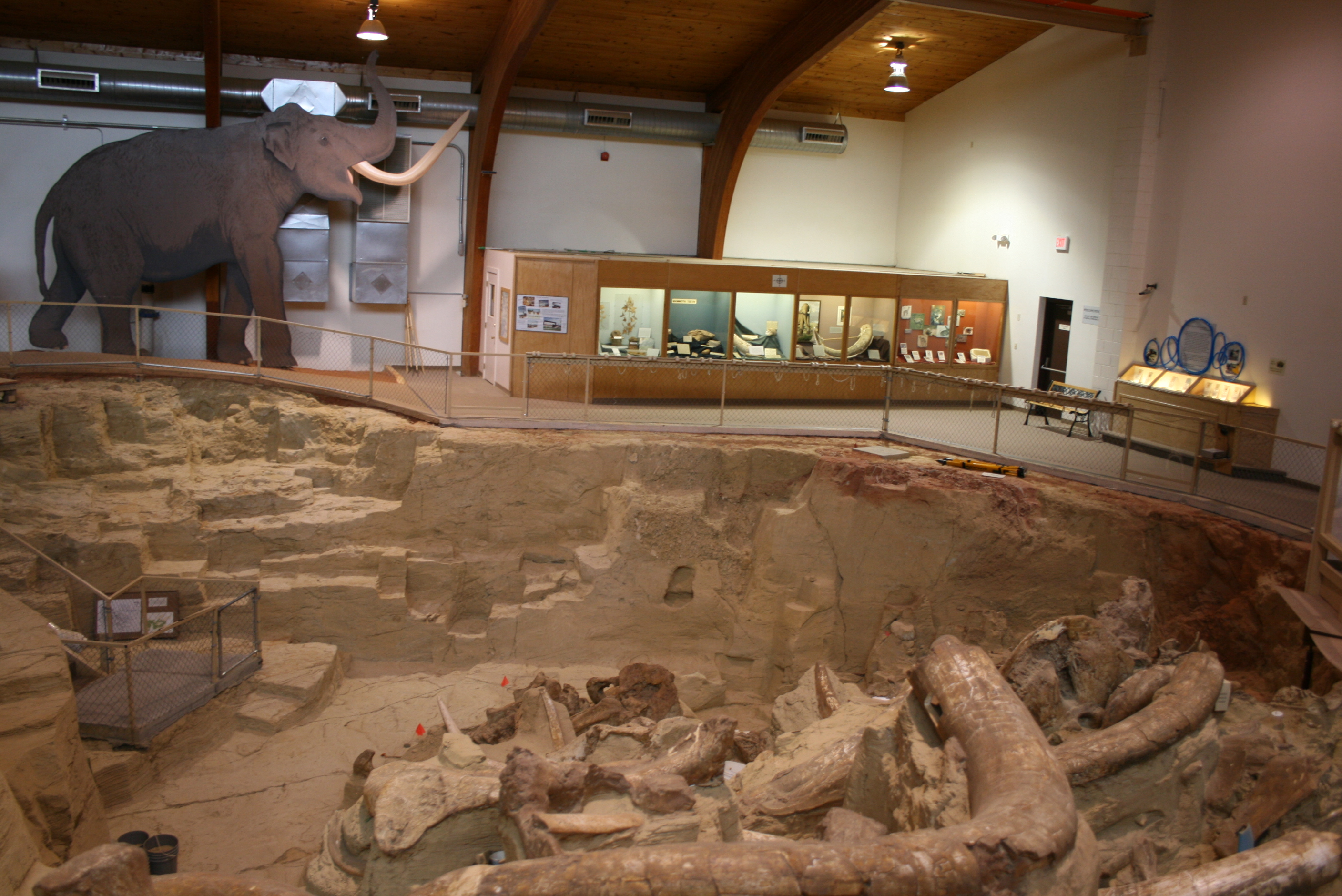
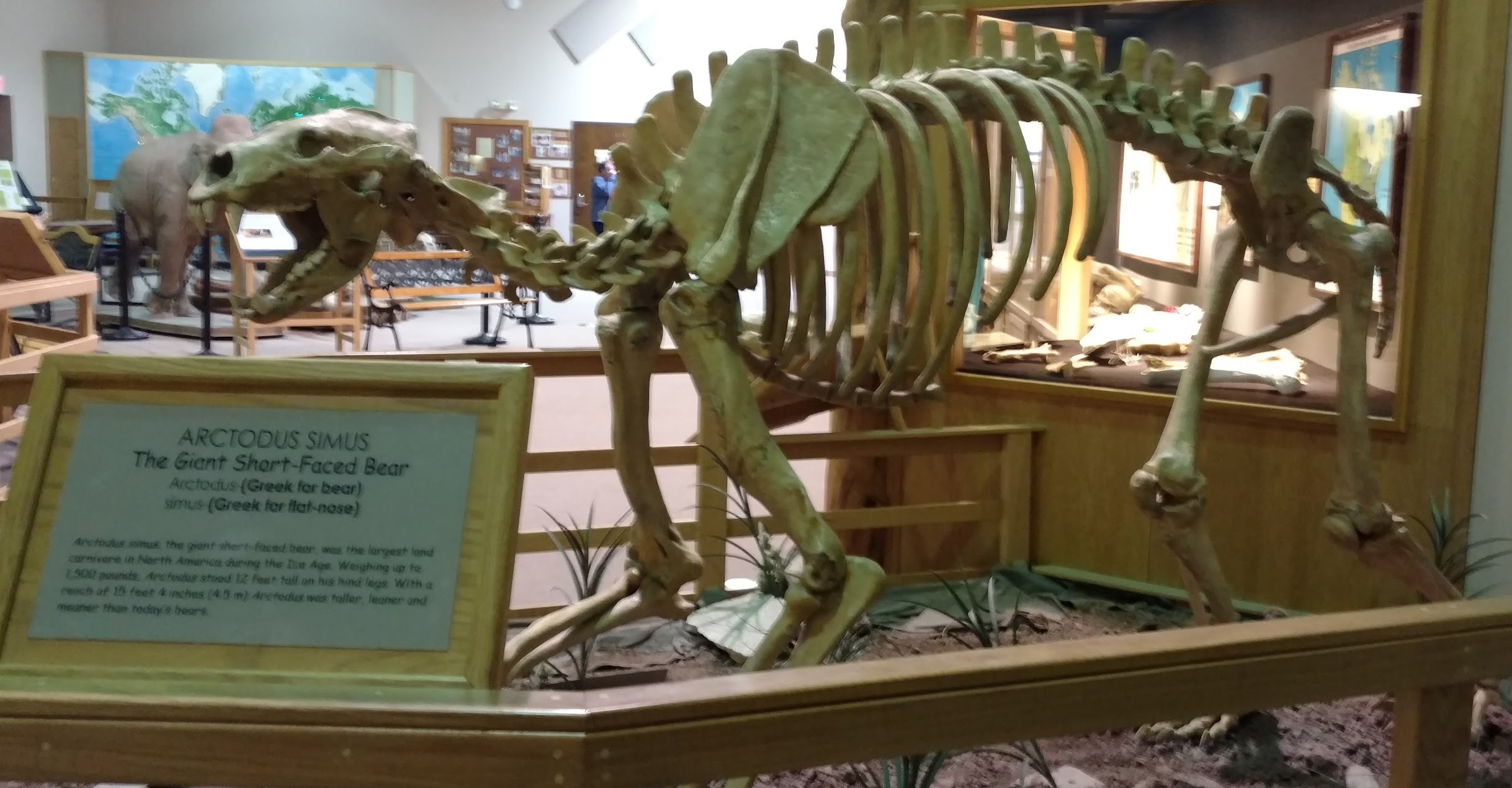